# Kamenica (Užice)
Kamenica (Servisch cyrillisch Каменица) is een plaats in de Servische gemeente Užice. De plaats telt 272 inwoners (2002).